# کوئنتون
کوئنتون (به انگلیسی: Quainton) یک روستا و محله مدنی در بریتانیا است که در الزبری ول واقع شده‌است. کوئنتون ۱٬۲۹۲ نفر جمعیت دارد.